# 이찬원
이찬원(李燦元, 1996년 11월 1일 ~ )은  TV조선-《내일은 미스터트롯》에서 최종 3위인 미(美)를 차지한 대한민국의 트로트 가수이다.

## 학력
- 대구선원초등학교(졸업)
- 성곡중학교(졸업)
- 경원고등학교(졸업)
- 영남대학교 경제금융학과(휴학중)

## 가족 관계
- 아버지 : 이형근
- 어머니 : 김미경
- 남동생 : 이찬규

## 병역
- 육군 제25보병사단 병장 만기전역

## 방송

### TV
- 《TV조선 내일은 미스터트롯》(2020년) 3위, 美
- 《TV조선 뉴스9》(2020년 3월 16일) with 임영웅,영탁
- 《TV조선 미스터트롯의 맛》(2020년 3월 19일) with 임영웅, 영탁, 김호중, 정동원, 장민호, 김희재
- 《TV조선 탐사보도세븐》(2020년 3월 20일)
- 《MBC 황금어장 라디오스타》(2020년 3월 25일, with 장민호, 영탁, 임영웅)
- 《TV조선 미스터트롯의 맛》(2020년 3월 26일)
- 《JTBC 뭉쳐야찬다》(2020년 3월 30일)
- 《TV조선 사랑의 콜센타》(2020년 4월 2일 ~ 2021년 9월 30일)
- 《JTBC 유랑마켓》(2020년) With 임영웅, 김희재
- 《TV조선 세상 어디에도 없는 - 아내의 맛》(2020년) With 정동원, 남승민
- 《SBS 동상이몽2》 (2020년, With 김희재)
- 《JTBC 아는형님》 게스트 (2020년, With 미스터트롯 TOP7)
- 《KBS 불후의 명곡 전설을 노래하다》(2020년)
- 《MBC 전지적 참견 시점》(2020년)
- 《TV조선 뽕숭아학당》(2020년 ~ 2021년) 고정
- 《OLIVE 밥블레스유2》(2020년, With 장민호, 임영웅, 정동원)
- 《TV조선 바람과 구름과 비》(2020년) - 가수 지망생 역 (특별 출연)
- 《JTBC 히든싱어 시즌 6》(2020년) 김연자 편 - 특별 출연 (With 임영웅)
- 《JTBC 히든싱어 시즌 6》(2020년) 장윤정 편 - 특별 출연 (With 장민호, 영탁, 김희재)
- 《JTBC 뭉쳐야찬다》(2020년 11월 1일)
- 《미스터트롯: 더 무비》
- 《TV조선 플레희리스또》 (2021년, With 김희재)
- 《TV조선 내일은 미스트롯2》(2020년 ~ 2021년, 마스터)
- 《TV조선 화요청백전》 (2021년) MC
- 《JTBC 아는형님》 게스트 (2021년, With 영탁)
- 《TVN 라켓보이즈》 (2021년 ~12월 27일) 고정
- 《MBC 가나다같이》(2021년 파일럿)
- 《MBC 구해줘 홈즈》(2021년 11월 7일)
- 《TV조선 내일은 국민가수》(2021년 ~ 11월 11일 , 마스터)
- 《KBS 갓파더; 김갑수-장민호 편》(2021년 10월 16일, 23일) 게스트
- 《MBC 안싸우면 다행이야》(2021년 11월 8일, 15일) 출연 with 장민호,영탁
- 《tvN-STORY 칼의 전쟁》(2021년) 고정
- 《더라이프 딩가딩가》(2021년 ~ ) 고정
- 《KBS 불후의 명곡 - 전설을 노래하다》(2021년 ~ ) 고정
- 《KBS Entertain 유튜브 채널- 뽕디스파뤼》(2021년 ~ ) 고정
- 《TVN 엄마는 아이돌》(2021년 ~ ) 고정
- 《KBS 열린음악회》(2022년 1월) 출연
- 《KBS 가요무대》(2022년 1월) 출연
- 《KBS youtube "콜라보" 장윤정의 와인주락》 (2022년 1월) 게스트
- 《TVN 놀라운 토요일》 (2022년 1월) 게스트
- 《KBS 유희열의 스케치북》(2022년 1, 2월) 2회 출연
- 《KBS  분 고맙습 니 송해뮤지컬 》 (2022년 1월) 출연
- 《KBS 자본주의학교》(2022년) 특별출연 with 정동원
- 《JTBC 톡파원 25시》(2022년 ~ ) 고정
- 《MBC every1 떡볶이집 그 오빠》 (2022년) 게스트
- 《tvN-STORY 칼의 전쟁》-- 일본 Mnet-Smart에서 방영 (2022년 2월 7일~)
- 《TVN 엄마는 아이돌》 -- 일본 Mnet-Smart에서 방영 (2022년 2월 15일~)
- 《MBN 빽 투 더 그라운드》(2022년 3월  ) 고정
- 《KBS》 편스토랑 (2022년 5월 ~ ) 고정
- 《MBC every1 떡볶이집 그 오빠》 (2022년) 대체 MC
- 《SBS》《식자회담 - 국가발전 프로젝트》 (2022년 8월 16일 ~ ) MC
- 《KBS 옥탑방의 문제아들》 (2023년 2월) 게스트
- 《MBC 구해줘 홈즈》(2023년 2월) 게스트
- 《MBC 전지적 참견 시점》(2023년 2월,5월) 게스트
- 《KBS 옥탑방의 문제아들》 (2023년 4월 19일 ~ 2024년  1월 17일) 공동 MC
- 《SBS 과몰입 인생사》 (2023년 12월 28일 ~ )공동 MC
- 《TV조선 미스트롯3》(2024년 1월 11일 ~ 2024년 2월 1일, 마스터)
- 《KBS 1박2일 시즌4》 (2024년 2월)게스트
- 《SBS 미운 우리 새끼》 (2024년 4월)게스트
- 《MBC 구해줘 홈즈!》 (2024년 5월)게스트
- 《KBS 하이엔드 소금쟁이》 (2024년 5월) MC
- MBC 추석 특집 2024 아이돌 육상 선수권 대회 (2024년 9월) MC
- 《TV조선 미스터트롯3》(2024년 12월 19일, 마스터)
- KBS 2TV 2024 KBS 연예대상 (2024년 12월 21일) MC
- KBS 2TV 뽈룬티어 (2025년 4월 5일 ~ 2025년 5월 24일) 남현종 아나운서 와 공동진행
- KBS 1TV 대표 휴먼 다큐멘터리 인간극장 방송25주년 특집 '삶의 극장으로의 초대' 특별 MC
- KBS 2TV 방판뮤직 어디든 가요 (2025년 5월 31일 ~ 현재)

### 라디오
- 《KBS 미스터 라디오》 (2023년 8월 23일) 게스트

### 웹예능
- 《선미의 SHOW 터뷰》 (2022년 8월 18일) 게스트

## 앨범
- 2020년 - 《 딱풀 》--내일은 미스터트롯 결승1차전-- 2020.03.12.
- 2020년 - 꼰대인턴 OST - 《 시절인연 》--음원-- 2020.05.28.
- 2021년 - 《편의점》--음원-- 2021.08.25. 18:00
- 2021년 - 《..선물》--미니 앨범-- 2021.10.07.

<힘을 내세요. 메밀꽃 필 무렵. 그댈 만나러 갑니다. 남자의 다짐>
- 2021년 - 《참 좋은 날 / 메밀꽃 필 무렵 (피아노 버전)》--음원-- 2021.12.09. 18:00
- 2023년 - 《ONE: 풍등 / 사나이 청춘 / 건배》--정규 1 앨범-- 2023.02.20. 18:00

<그 외 노래들: 좋아 좋아. 망원동 블루스. 바람같은 사람. 오.내.언.사. 나와 함께 가시렵니까. 트위스트   고고. 밥 한번 먹자>

## 광고
- 2020년 《정관장 굿베이스》
- 2020년 《웰더마》
- 2020년 《미스터 피자》(영탁, 장민호와 함께 출연)
- 2020년 《황칠 막걸리》
- 2020년 《스트롱 바이오틱스》
- 2020년 《어헤즈 샴푸》
- 2021년 《치킨더홈》
- 2021년 《라이코마토》
- 2021년 《GS25》
- 2022년 《DSV METEOR》
- 2022년 《리브이셀》
- 2023년 《씨스팡 관절팔팔》
- 2023년 《교원 웰스》
- 2023년 《참 소주》
- 2023년 《슈가버블 버블원샷》
- 2024년 《구전녹용》
- 2025년 《동아제약 맥스 콘드로이틴 1200》

## 라디오
- 《KBS》 《박명수의 라디오쇼》(2020년)
- 《MBC》 《굿모닝FM》(2020년) with 영탁,김희재
- 《CBS》 《이수영의 12시에 만납시다》(2020) with 김희재
- 《TBS》 《최일구의 허리케인 라디오》(2020년) with 임영웅,영탁,장민호
- 《BBS불교방송》 《밤의 창가에서》(2020년) With 영탁
- 《SBS》 《두시탈출 컬투쇼》 ( 2021년 )
- 《SBS》 《두시탈출 컬투쇼》(2023년3월)
- 《SBS》 《두시탈출 컬투쇼》(2023년8월)
- 《MBC》 《지금은 라디오 시대》(2023년8월)
- 《KBS》 《미스터 라디오》(2023년8월)

## 영화
- 《파일럿》(2024년) - 이찬원 역 (특별출연)[1]

## 수상
- 2020년 내일은 미스터트롯 최종 3위 (美, 미)[2]
- 전국 노래자랑 우수상, 인기상, 최우수상
- 2020년 멜론뮤직어워즈 핫 트렌드상
- 2021년 제17회  한국 이미지상 디딤돌상
- 2021년 2022-대한민국 퍼스트 브랜드 대상 트롯테이너상
- 2022년 제11회 가온차트 뮤직 어워즈 피지컬 앨범부문 남자신인상
- 2022년 보브스코리아선정 파워셀리브리티[방송부문1위] 종합순위5위
- 2022년 KBS 연예대상 쇼&버라이어티 부문 남자 우수상(불후의명곡)

- 2022년 골든티켓어워즈 국내콘서트 뮤지션상
- 2022년 골든티켓어워즈 인기상
- 2022년 2023-대한민국 퍼스트 브랜드 대상 트롯테이너상
- 2023년 제6회 더 팩트 뮤직 어워즈 봄부문 베스트 뮤직상
- 2023년 KBS 연예대상 리얼리티 부문 남자 최우수상
- 2023.1 대한민국 퍼스트브렌드대상  트롯테이너상
- 2023.10 제14회 대한민국 대중문화 예술상 문화체육부장관상
- 2024년 써클차트 뮤직 어워즈 트로트 부문 올해의 장르상
- 2024년 31주년 한터뮤직어워즈 2023 포스트 제너레이션상
- 2024년 코리아 그랜드 뮤직 어워즈 베스트 송상
- 2024 코리아뮤직어원즈 베스트송상
- 2024코리아뮤직어워즈 베스트 어덜트 컨템포러리상
- 2024 3 유니버셜  수퍼스타어워즈 2024 소셜아티스트상
- 2024년 코리아 그랜드 뮤직 어워즈 디거스 디깅 아티스트상
- 2024년 코리아 그랜드 뮤직 어워즈 룰루아 x 팬캐스트 초이스상
- 2024.4 트롯뮤직어워즈 10대가수상
- 2024 4 트롯 뮤직어워즈 소셜아티스트상
- 2024년 KBS 연예대상 올해의 예능인상
- 2024년 KBS 연예대상 대상
- 2025.4 제37회 한국PD대상 시상식가수부문 출연자상
- 2025.5  아시아 스타 엔터테이너 어워즈 더 베스트 트로트상
- 2025.5 브렌드 고객충성도 남자엔터테이너상 수상
- 2025.6 제34회 서울가요대상 인기상
- 2025.7 트롯뮤직어워즈2025년 10대가수상

### 가요 프로그램 1위
| 연도   | 수상 내역 |
| ------ | --- |
| 2021년 | - 편의점 1위 수상 - 8월 31일 SBS MTV 《더 쇼》 더 쇼 초이스 |
| 2021년 | - 편의점 SBS MTV 《더트롯쇼》 2021년 9월 1위 - 9월 1위수상 명예의 전당 등록 |
| 2022년 | - 힘을 내세요 SBS MTV 《더트롯쇼》 2021년 10월 1위 - 10월 1위수상 명예의 전당 등록 |
| 2023년 | - 풍등 1위 수상 - 2월 28일 SBS MTV 《더 쇼》 더 쇼 초이스 |
| 2024년 | - 하늘 여행 1위 수상 - 5월 3일 KBS 2TV 《뮤직뱅크》 K-Chart 1위 - 5월 4일 MBC 《쇼! 음악중심》 1위 2022년 - 참 좋은 날 1번째 1위 더트롯쇼 2022년 3월 둘째주 - 참 좋은 날 2번째 1위 더트롯쇼 2022년 4월 둘째주 - 참 좋은 날 3번째 1위 더트롯쇼 2022년 4월 넷째주 - 참 좋은 날 4번째 1위 더트롯쇼 2022년 5월 첫째주 |